# Júlio Dinis
Joaquim Guilherme Gomes Coelho, más conocido por su seudónimo Júlio Dinis (Oporto, 14 de noviembre de 1839- 12 de septiembre de 1871), fue un escritor y médico portugués.

## Biografía
Se licenció en Medicina en la Escuela Médica de Oporto, donde también fue profesor, aunque se dedicó principalmente a la literatura. Utilizó varios pseudónimos, siendo Júlio Dinis el principal y más conocido. Es considerado por muchos un escritor de transición, entre el fin del Romanticismo y el principio del Realismo. Escribió tanto teatro como poesía, aunque destacó como novelista.
Sufría de tuberculosis, y a causa de esa dolencia vivió en zonas rurales como Madeira y Ovar, donde tomó conciencia de la vida de las gentes del campo, principal tema de su obra, donde demostraba una gran preocupación por la descripción realista de las aldeas y de las personas, así como de sus problemas sociales.
Murió en 1871 a los 31 años, víctima de tuberculosis al igual que su madre y sus dos hermanos.

## Obra
- As Pupilas do Senhor Reitor (1867)
- A Morgadinha dos Canaviais (1868)
- Uma Família Inglesa (1868)
- Serões da Província (1870)
- Os Fidalgos da Casa Mourisca (1871)
- Poesías (1873)
- Inéditos e Dispersos (1910)
- Teatro Inédito (1946-1947)

## Adaptaciones de su obra

### Adaptaciones cinematográficas
- 1921 - Os Fidalgos da Casa Mourisca, realizado por Georges Pallu.
- 1924 - As Pupilas do Senhor Reitor - realizado por Maurice Mauriad, con Eduardo Brazão, Augusto Melo, Duarte Silva, Maria de Oliveira, Maria Helena y Arthur Duarte.
- 1935 - As Pupilas do Senhor Reitor - realizado por José Leitão de Barros, con Maria Paula, Paiva Raposo, Lino Ferreira, Maria Matos e Leonor D'Eça.
- 1938 - Os Fidalgos da Casa Mourisca, realizado por Arthur Duarte.
- 1949 - A Morgadinha dos Canaviais, realizado por Caeltano Bonucci y Amadeu Ferrari, con Eunice Muñoz.
- 1961 - As Pupilas do Senhor Reitor - realizado por Perdigão Queiroga – com Anselmo Duarte, Mansa Prado, Isabel de Castro, Raul Solnado y António Silva.

### Adaptaciones televisivas
- Hay dos adaptaciones brasileñas de la telenovela As pupilas do Senhor Reitor, la primera en 1970 y la segunda en 1995.
- Os Fidalgos da Casa Mourisca fue adaptada para la televisión brasileña en 1972.
- A Morgadinha dos Canaviais fue adaptada para una miniserie de la RTP en 1990.

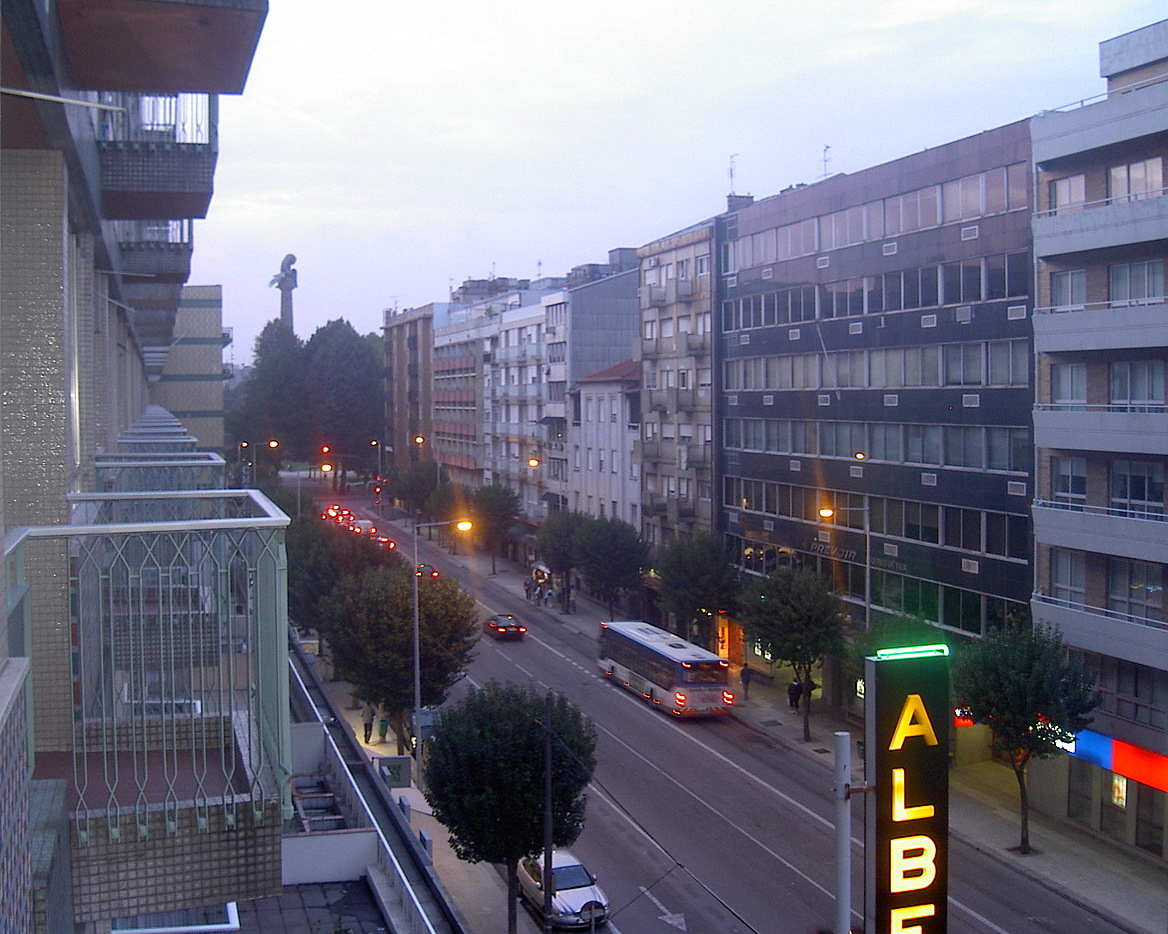
Calle Júlio Dinis en Oporto.

## Homenajes
- 71 localidades de Portugal poseen una calle con el nombre de Júlio Dinis.
- "Maternidad de Júlio Dinis" es una institución hospitalaria en Oporto dedicada a los cuidados de salud de mujeres y niños.

- Datos: Q980339
- Multimedia: Júlio Dinis / Q980339